# Medaille van Eer van de Turkse Strijdkrachten

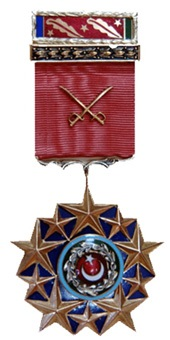
Medaille van Eer van de Turkse Strijdkrachten

De Turkse Medaille van Eer van de Turkse Strijdkrachten (Turks: "Türk Silahlı Kuvvetleri Şeref Madalyası") werd op 27 juli 1967 ingesteld en gewijzigd in zijn huidige vorm op 29 juli 1983.
Ook in de Osmaanse periode was een Medaille van Eer, preciezer gezegd de aan de Hoge Orde van de Eer verbonden medaille de hoogste Turkse onderscheiding geweest.
De huidige onderscheiding wordt in oorlogstijd verleend aan diegenen die een overwinning mogelijk hebben gemaakt. Ook een bijdrage aan een overwinning die meer dan het verlenen van de Oorlogsmedaille, de Devlet Savaş Madalyası waardig is kan met de Medaille van Eer van de Turkse Strijdkrachten worden gehonoreerd.
De medaille wordt verleend op voordracht van een van de bevelhebbers van de vier krijgsmachtonderdelen (maar niet van de commandant van de kustwacht). Na een jaar in functie te zijn geweest krijgen deze hoge officieren zelf ook deze medaille.

## De vormgeving
De onderscheiding, het is op de keper beschouwd een ster en geen medaille maar de moderne Turkse republiek heeft het geen ridderorde willen noemen, handhaaft de vorm van de oude Ottomaanse ridderorden, met name de Orde van Mejidie die ook aan een rood lint werd gedragen en met sterren versierd was.
Het vergulde bronzen kleinood is een ster met een blauw geëmailleerde rand die met vijf grote en vijf kleine gouden sterren bezet is.
Het centrale medaillon heeft een lichtblauwe ring en draagt een halve maan en een ster op een donkerrode achtergrond. De 6 centimeter brede medaille is met een gesp aan het rode lint gehangen.
De medaille is niets anders dan de vergulde uitvoering van de verzilverde Medaille van de Strijdkrachten voor Belangrijke Diensten. Ook het lint is daaraan gelijk.